# Bilgram
Bilgram là một thành phố và là nơi đặt ban đô thị (municipal board) của quận Hardoi thuộc bang Uttar Pradesh, Ấn Độ.

## Địa lý
Bilgram có vị trí 27°11′B 80°02′Đ / 27,18°B 80,03°Đ Nó có độ cao trung bình là 136 mét (446 foot).

## Nhân khẩu
Theo điều tra dân số năm 2001 của Ấn Độ, Bilgram có dân số 25.292 người. Phái nam chiếm 54% tổng số dân và phái nữ chiếm 46%. Bilgram có tỷ lệ 50% biết đọc biết viết, thấp hơn tỷ lệ trung bình toàn quốc là 59,5%: tỷ lệ cho phái nam là 57%, và tỷ lệ cho phái nữ là 42%. Tại Bilgram, 18% dân số nhỏ hơn 6 tuổi.